# Library Genesis
Library Genesis або LibGen — вебсайт та онлайн-сховище, що нелегально надає безкоштовний доступ до наукових статей, книг, та наукових праць захищених авторським правом. Окрім іншого, на сайті розміщено PDF-файли з сайту ScienceDirect.

## Історія
Сайт створено та базується в Росії.
У 2015 році сайт брав участь у розгляді судової справи між ним і Elsevier, у якій він звинувачувався в наданні піратського доступу до статей і книг. LibGen був зареєстрований у Росії та в Амстердамі, що робило незрозумілим, яке законодавство має застосовуватися. LibGen заблокований низкою інтернет-провайдерів у Великій Британії. В кінці жовтня 2015 року окружний суд Нью-Йорку ухвалив рішення закрити LibGen та призупинити використання доменного імені «libgen.org», але сайт доступний через додаткові домени.
Станом на липень 2016, база даних містить понад 52 мільйонів статей з близько 50 000 публікацій.